# Ucla xenogrammus
Ucla xenogrammus es una especie de pez de la familia Tripterygiidae en el orden de los Perciformes y el único miembro del género Ucla.

## Morfología
• Los machos pueden llegar alcanzar los 4,7 cm de longitud total.

## Hábitat
Es un pez de mar y de clima tropical y asociado a los  arrecifes de coral que vive entre 2-41 m de profundidad.

## Distribución geográfica
Se encuentra en la Samoa Americana, Australia, las Islas Carolinas, la Isla de Navidad, Fiyi, la Polinesia Francesa, Guam, Indonesia, Malasia, Micronesia, las Islas Marianas, Nueva Caledonia,  Palau, Papúa Nueva Guinea, las Filipinas, las Islas Ryukyu, Samoa, Tailandia, Tonga, Vanuatu y el Vietnam.

## Observaciones
Es inofensivo para los humanos.